# Tarvaia donsi
Tarvaia donsi is een rondwormensoort uit de familie van de Tarvaiidae. De wetenschappelijke naam van de soort is voor het eerst geldig gepubliceerd in 1934 door Allgén.